# Czine Mihály

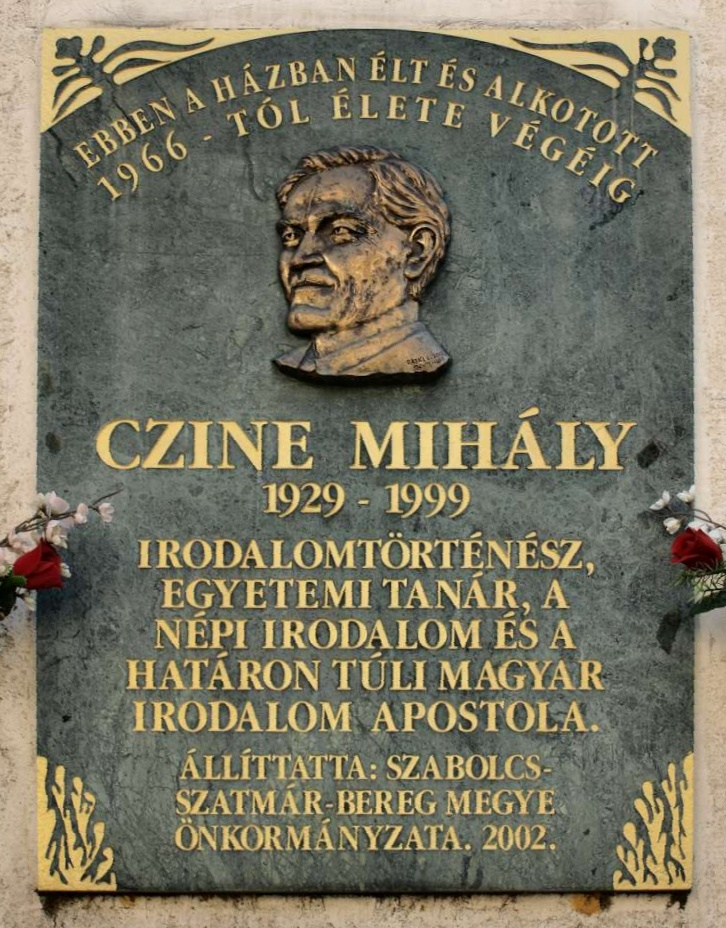
Czine Mihály emléktábla (Budapest, I. ker, Szabó Ilonka u. 31.)

Czine Mihály (Nyírmeggyes, 1929. április 5. – Budapest, 1999. január 21.) Széchenyi-díjas (1994) magyar irodalomtörténész, kritikus, egyetemi tanár.

## Élete
1929. április 5-én született Nyírmeggyesen. Hároméves kora körül a szomszéd faluba, Hodászra költöztek. Apja juhász volt, aki tíz gyermeket nevelt fel. Legidősebb bátyjának már vele egykorú gyermekei voltak. Az elemi iskolát Hodászon végezte, s hogy a tízgyermekes családból egyedül ő tanulhatott tovább, illetve a tanítóképző után az Eötvös Kollégium tagja és a pesti egyetem hallgatója lehetett, Siketh Mihály és Sárdi Béla tanár úrnak köszönhette.
Sokfelé megfordult a világban, Amerikában is járt, a világ közepe azonban Hodász és Nyírmeggyes maradt számára. „Jó helyre születtem” – hirdette mindig, s akiket igazán szeretett és becsült, azokat el is vitte Hodászra és Nyírmeggyesre.
Így járt ott Veres Péter és Szabó Pál, Sánta Ferenc és Nagy László is, és nemzedéktársai közül szinte mindenki.
1952–1955 között aspiráns volt. 1953-ban Eötvös-kollégistaként szerzett magyar–történelem szakos diplomát. 1955–1956 között az Új Hangnál dolgozott. 1956–1964 között a Magyar Tudományos Akadémia Irodalomtudományi Intézetének munkatársa volt. 1964–1974 között az Eötvös Loránd Tudományegyetemen docense. 1973-tól a Látóhatár főszerkesztő-helyettese volt. 1974-től egyetemi tanár volt. 1988-ban tanszékvezető lett. 1986-tól a Magyarok Világszövetségének elnökségi tagja, 1990–1991 között elnöke. A Dunamelléki Református Egyházkerület főgondnoka volt 1996-ig. 1991-től az országos zsinat világi elnöke.
Fő kutatási területe a népi írók és Móricz Zsigmond munkássága mellett a kisebbségi magyar irodalom.

## Művei
- Móricz Zsigmond útja a forradalmakig (1960)
- Magyar irodalom a századfordulón (1962)
- A naturalizmus (1967)
- Móricz Zsigmond (1968)
- Szabó Pál alkotásai és vallomásai tükrében (1971)
- Istorija Madarske književnosti (1976)
- Nép és irodalom I-II. (1981)
- Kisebbség és irodalom (1992)
- Rangrejtett fejedelem. Emlékezések Móricz Zsigmondról (1993)
- Móricz Zsigmond: A nehéz kétgarasos; sajtó alá rend., utószó Czine Mihály; Unikornis, Bp., 1996 (Nagy magyar mesemondók, 2.)
- Németh László eklézsiájában - sors és irodalom (1997)
- A kálvinizmus vonzásában. Válogatás Czine Mihály írásaiból; sajtó alá rend. Csoma Áron; Kálvin, Bp., 1999
- Kós Károly levelezése Czine Mihállyal; A Magyar Nyelv és Kultúra Nemzetközi Társasága–Anyanyelvi Konferencia, Bp., 2000 (Nyelv és lélek könyvek)
- Magyar irodalom a huszadik században; szöveggond., utószó N. Pál József; Kortárs, Bp., 2001

## Díjai, elismerései
- József Attila-díj (1954, 1982)
- Akadémiai Díj (1961)
- SZOT-díj (1968)

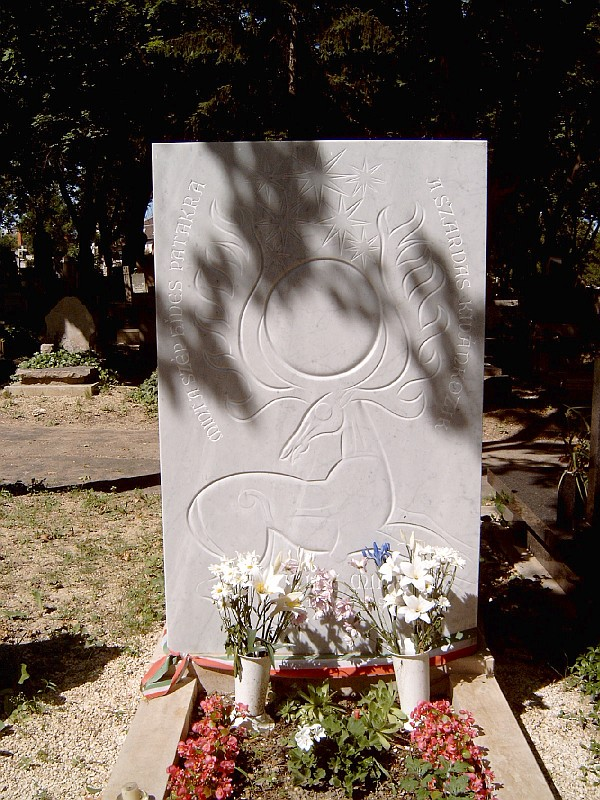
Czine Mihály sírja Budapesten. Farkasréti temető: 6/2-1-82. Alkotó: Szervátiusz Tibor.

- A Művészeti Alap Irodalmi Díja (1980)
- Darvas József-díj (1986)
- Alföld-díj (1988)
- A Magyar Népköztársaság Zászlórendje (1989)
- Krúdy-emlékérem (1990)
- Kodály Zoltán-díj (1994)
- Széchenyi-díj (1994) – Az irodalomtörténeti ismeretterjesztésben elért egyedülálló eredményeiért, a határon túli magyar irodalom megismertetésében végzett kiemelkedő munkájáért.
- Bethlen Gábor-díj (1998)[1]
- Posztumusz Magyar Kultúra Lovagja díj (2000)
- Magyar Örökség díj (2012)